# Gostinu, Giurgiu
Gostinu este o comună în județul Giurgiu, Muntenia, România, formată numai din satul de reședință cu același nume.
Între anii 1417-1829 a făcut parte din Raiaua Giurgiu (Kaza Yergöğü) a Imperiului Otoman. 

## Așezare
Comuna se află la marginea de sud a județului, pe malul Dunării, la granița cu regiunea Ruse din Bulgaria. Este deservită de șoseaua județeană DJ507, care o leagă spre est de Oinacu și Giurgiu (unde se termină în DN5).

## Demografie
Componența etnică a comunei Gostinu
     Români (90,43%)
     Alte etnii (9,57%)
Componența confesională a comunei Gostinu
     Ortodocși (89,23%)
     Adventiști (1,01%)
     Alte religii (0,13%)
     Necunoscută (9,63%)
Conform recensământului efectuat în 2021, populația comunei Gostinu se ridică la 1.578 de locuitori, în scădere față de recensământul anterior din 2011, când fuseseră înregistrați 2.032 de locuitori. Majoritatea locuitorilor sunt români (90,43%). Din punct de vedere confesional, majoritatea locuitorilor sunt ortodocși (89,23%), cu o minoritate de adventiști (1,01%), iar pentru 9,63% nu se cunoaște apartenența confesională.

## Politică și administrație
Comuna Gostinu este administrată de un primar și un consiliu local compus din 11 consilieri. Primarul, Dumitru Văcaru[*], de la Partidul Național Liberal, este în funcție din 2008. Începând cu alegerile locale din 2024, consiliul local are următoarea componență pe partide politice:
|  | Partid                    | Consilieri | Componența Consiliului | Componența Consiliului | Componența Consiliului | Componența Consiliului | Componența Consiliului | Componența Consiliului | Componența Consiliului | Componența Consiliului |
|  | ------------------------- | ---------- | ---------------------- | ---------------------- | ---------------------- | ---------------------- | ---------------------- | ---------------------- | ---------------------- | ---------------------- |
|  | Partidul Național Liberal | 8          |                        |                        |                        |                        |                        |                        |                        |                        |
|  | Partidul Social Democrat  | 2          |                        |                        |                        |                        |                        |                        |                        |                        |
|  | Partidul Puterii Umaniste | 1          |                        |                        |                        |                        |                        |                        |                        |                        |

## Istorie
La sfârșitul secolului al XIX-lea, comuna făcea parte din plasa Marginea a județului Vlașca și era formată din satele Gostinu-Hagiu, Gostinu-Pietrele și Gostinu-Mănăstirei, având 987 de locuitori. Existau în comună o biserică ridicată în 1885 și o școală mixtă cu 26 de elevi (dintre care 3 fete). Anuarul Socec din 1925 consemnează comuna în plasa Călugăreni a aceluiași județ, cu 1697 de locuitori într-un singur sat, Gostinu.
În 1950, comuna a fost inclusă în raionul Giurgiu din regiunea București. În 1968, a trecut la județul Ilfov. În 1981, o reorganizare administrativă regională a dus la transferarea comunei la județul Giurgiu.

## Monumente istorice
Singurul obiectiv din comuna Gostinu inclus în lista monumentelor istorice din județul Giurgiu ca monument de interes local este situl arheologic de la „Grindul Bunei”, aflat la vest de sat, unde s-au găsit urme de așezări din perioadele Latène și Halstatt.